# İbrahim Edhem Pascha

Edhem Pascha

İbrahim Edhem Pascha (* 1818 in Chios, Osmanisches Reich, heute Griechenland; † 21. März 1893) oder auch İbrahim Ethem Pascha war unter Sultan Abdülhamid II. vom 5. Februar 1877 bis zum 13. Januar 1878 der Großwesir des Osmanischen Reiches.

## Leben
Es wird angenommen, dass Ibrahim Edhem Pascha griechischer oder zumindest christlicher Herkunft war, und entweder als Sklave oder durch Adoption in die Obhut Koca Mehmet Hüsrev Paschas gekommen ist. Seine Abstammung aus einem griechisch-orthodoxen Dorf auf Chios ist nicht gut dokumentiert. Der Sohn Osman Hamdi Bey erklärte, dass Ibrahim Edhem Pascha von der Skaramanga-Familie abstammte, jedoch versuchte dieser, seine Verbindungen nach Griechenland zu leugnen. 1831 wurde Edhem Pascha auf Befehl des Sultans Mahmut II. mit anderen jungen Türken nach Paris geschickt, um sich europäische Bildung anzueignen. Dort besuchte er vier Jahre lang das Institut Barbet und ebenso lange die École des mines. Er beschäftigte sich besonders mit dem Bergwesen und wurde der erste moderne türkische Mineralingenieur.
Nach seiner Rückkehr nach Konstantinopel wurde Edhem Pascha in den türkischen Generalstab berufen, 1849 Adjutant des Sultans Abdülmecid I. und Chef der militärischen Abteilung des kaiserlichen Hauses. 1856 fiel Edhem Pascha plötzlich in Ungnade und verlor seine Stelle bei Hof, wurde jedoch bald darauf Mitglied des Tanzimat-Rats. Dann verschaffte ihm die Gunst Reschid Paschas ein Jahr lang das Amt des Außenministers, woraufhin er 1864 Handelsminister und Bankdirektor, 1870 Präsident des obersten Justizrats und 1871 Minister der öffentlichen Bauten wurde, Von April bis Dezember 1876 vertrat er die Hohe Pforte als Botschafter in Berlin. Hierauf wurde er neben Mithat Pascha als zweiter Bevollmächtigter in die Konferenz von Konstantinopel berufen und nach der plötzlichen Absetzung und Verbannung Mithat Paschas am 5. Februar 1877 dessen Nachfolger als Großwesir. Er verwaltete diesen Posten nicht ohne Geschick, zeigte im bald nach seinem Amtsantritt ausgebrochenen Russisch-Osmanischen Krieg große Festigkeit und wirkte solange als möglich jeder Einleitung von Friedensverhandlungen entgegen. Noch vor deren Eröffnung trat er am 13. Januar 1878 von seinem Amt zurück, woraufhin Ahmet Hamdi Pascha neuer Großwesir wurde. Im März 1879 erfolgte die Ernennung von Edhem Pascha zum osmanischen Botschafter in Wien. Im März 1883 übernahm er das Amt des Innenministers, musste es aber 1885 niederlegen, weil er in der bulgarischen Frage standhaft für die Aufrechterhaltung des türkischen Besitzstands eintrat. Den ihm angebotenen Posten eines Präsidenten des Staatsrats schlug er aus, ebenso den Gesandtschaftsposten in Paris, doch begab er sich 1886 auf die Krim, um im Auftrag seines Souveräns den russischen Kaiser Alexander III. bei seinem Besuch in Liwadija zu begrüßen. 1889 empfing er Kaiser Wilhelm II. bei den Dardanellen. Seitdem lebte er zurückgezogen und starb am 21. März 1893 auf seinem Landgut am Bosporus.
Edhem Pascha war der Vater von Osman Hamdi Bey, İsmail Galip Bey und Halil Edhem Eldem.
Edhem Pascha war Angaben der Großloge der Freien und Angenommenen Maurer der Türkei zufolge Freimaurer. Ab 1865 war er Ehrenmitglied der Griechischen philologischen Gesellschaft in Konstantinopel.